# 모리타정
모리타정(森田町)은 후쿠이현 요시다군에 설치되었던 정이다. 1967년 7월 29일 모리타정이 후쿠이시에 편입합병되고 폐지되었다.